# Весела Казакова
Весела Казакова (4 липня 1977, Софія, НРБ) — болгарська акторка.

## Вибіркова фільмографія
- Викрадені очі (2005)
- Одинокі серця (2007)